# Middelburger Seen

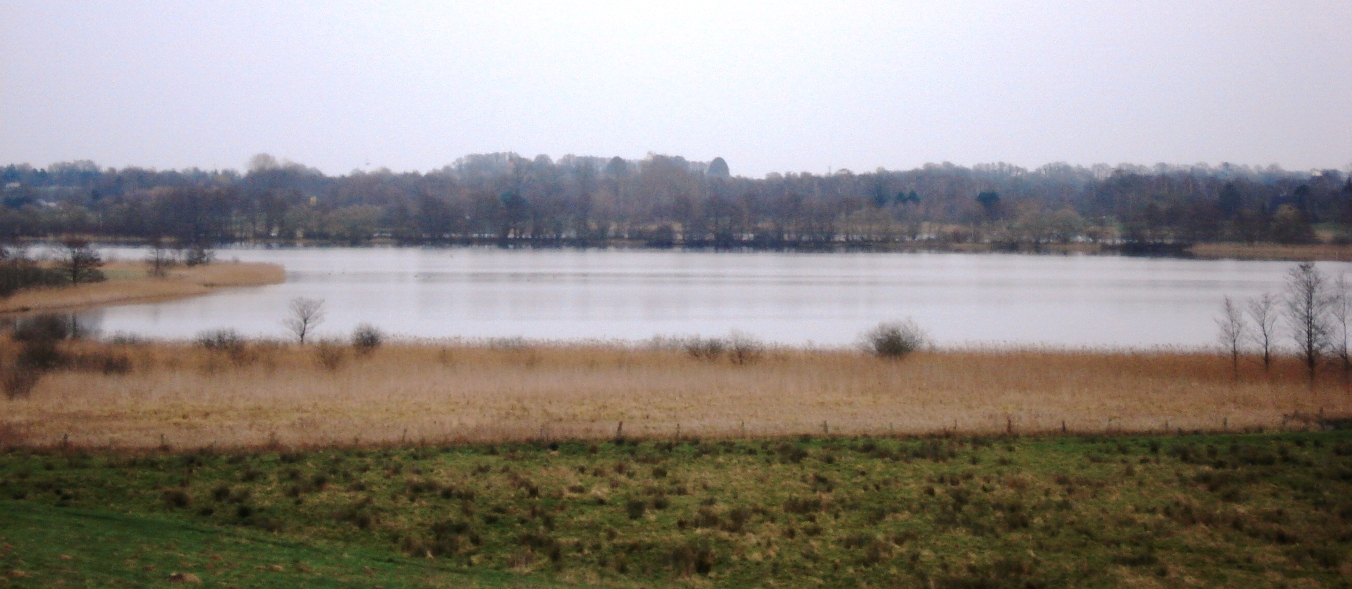
Der Middelburger See – von Süden

Das Naturschutzgebiet Middelburger Seen liegt bei Middelburg, Gemeinde Süsel im Kreis Ostholstein in Schleswig-Holstein. Es wurde am 9. Dezember 1999 eingerichtet. Das Gebiet, welches in der Holsteinischen Schweiz liegt, ist von einer hügeligen Moränenlandschaft umgeben.
Es umfasst
- den Middelburger See,
- den Peper See,
- den Achtersee und
- den See Kohlborn

sowie deren Uferbereiche und die daran angrenzenden Flächen, die landwirtschaftlich und forstwirtschaftlich genutzt werden.
Das Wasser des Peper Sees und des Sees Kohlborn fließt über den Middelburger See in den Achtersee und von dort in Richtung des Flusses Schwartau.